# محمد احدی
محمد احدی سرتیپ ارتش جمهوری اسلامی ایران است، که هم‌اکنون به‌عنوان معاون همکاری‌های بین‌المللی ستاد کل نیروهای مسلح فعالیت می‌کند.
وی از ۱۳۸۴ تا ۱۳۸۸ وابسته نظامی ایران در فرانسه بود و از ۱۳۸۸ تا ۱۳۹۱ به‌عنوان وابسته نظامی ایران در ترکیه فعالیت می‌کرد. احدی در سال ۱۳۹۶ به وزارت دفاع و پشتیبانی نیروهای مسلح منتقل شد و در فاصله سال‌های ۱۳۹۶ تا ۱۴۰۰ معاون امور بین‌الملل وزیر دفاع و پشتیبانی نیروهای مسلح بود. او در سال ۱۴۰۰ به ستاد کل نیروهای مسلح منتقل شد و از سال ۱۴۰۲ معاون همکاری‌های بین‌المللی رئیس ستاد کل نیروهای مسلح است.